# Манилкара
Манилка́ра (лат. Manilkara) — род растений семейства Сапотовые (Sapotaceae), произрастающих в тропиках. Некоторые виды дают ценную древесину, млечный сок и съедобные плоды.

## Ботаническое описание

### Вегетативные органы
Деревья и кустарники. Содержат млечный сок. Кора войлочноопушённая или голая.
Листья разделены на листовую пластинку и черешок, очерёдные, собраны в розетковидные мутовки на концах ветвей. Кожистые листовые пластинки с клиновидным основанием и тупым концом. Поверхность листа опушённая или голая. Как правило, имеется множество параллельных незаметных боковых жилок. Прилистники имеются или отсутствуют, в первом случае они опадают рано.

### Генеративные органы
Цветки на длинных цветоножках, располагаются одиночно или собраны в грозди в листовых пазухах или на безлистых узлах. Двуполые цветки чаще всего имеют радиальную симметрию, как правило, трёхчленные. Имеется два неравных круга обычно трёх, реже двух или четырёх чашелистиков, внешняя поверхность которых нередко опушена. Как правило 6 лепестков срастаются у основания, каждый лепесток у конца разделяется на 2. 6 фертильных тычинок короткие, сидят на верху трубки венчика. Пыльцевые мешочки короткие, около 1,5 мм длиной. Тычинки прямостоячие, голые, иногда имеются стаминодии. 6—14 плодолистиков сливаются с образованием голой или, часто, опушённой верхней завязи с 6—14 гнёздами.
Плод — голая эллипсовидная или более или менее сферическая сочная ягода, содержит 1 или более (до 10) семян. Плоские коричневые семена богаты эндосперм. Рубчик семени линейный.

## Распространение
Род широко распространён в тропиках: от Флориды, Мексики, Центральной Америки, Карибских островов и Южной Америки до Азии, Африки, Мадагаскара и островов Тихого океана. Около 15 видов произрастают в Африке. В Северной Америке обнаружено 2 вида, оба — во Флориде.

## Хозяйственное значение и применение
Из Manilkara kanosensis, Manilkara celebica, Manilkara fasciculata, Manilkara hexandra получают древесину. Она имеет плотную и крепкую структуру, используется для мостовых свай, спиц колёс, столбов, рельсовых шпал и др.
Из млечного сока некоторых видов манилкары получают неэластичную резину.
Экстракт из семян применяют как глистогонное средство и против глазных болезней.
Плоды некоторых видов употребляют в пищу.

## Охрана
Некоторые виды, такие как Manilkara gonavensis на Гаити и Manilkara spectabilis в Коста-Рике находятся на грани исчезновения, другие виды находятся под угрозой и включены в Красную книгу МСОП.

## Символика
Манилкара шеститычинковая (Manilkara hexandra) является флористической эмблемой провинции Прачуапкхирикхан в Таиланде, где она известна под названием райян.

## Виды
По информации базы данных The Plant List, род включает 81 вид:
- Manilkara adolfi-friederici (Engl. & K.Krause) H.J.Lam
- Manilkara bequaertii (De Wild.) H.J.Lam
- Manilkara bidentata (A.DC.) A.Chev.
- Manilkara boivinii Aubrév.
- Manilkara bolivarensis T.D.Penn.
- Manilkara butugi Chiov.
- Manilkara capuronii Aubrév.
- Manilkara casteelsii (De Wild.) H.J.Lam
- Manilkara cavalcantei Pires & Rodr. ex T.D.Penn. — Манилкара Кавальканти
- Manilkara celebica H.J.Lam
- Manilkara chicle (Pittier) Gilly
- Manilkara concolor (Harv.) Gerstner
- Manilkara dardanoi Ducke
- Manilkara dawei (Stapf) Chiov.
- Manilkara decrescens T.D.Penn.
- Manilkara discolor (Sond.) J.H.Hemsl.
- Manilkara dissecta (L.f.) Dubard
- Manilkara doeringii (Engl. & K.Krause) H.J.Lam
- Manilkara dukensis (Engl. & K.Krause) H.J.Lam
- Manilkara elata (Allemão ex Miq.) Monach.
- Manilkara excelsa (Ducke) Standl. — Манилкара высокая
- Manilkara excisa (Urb.) H.J.Lam — Манилкара вырезанная
- Manilkara fasciculata (Warb.) H.J.Lam & Maas Geest.
- Manilkara fischeri (Engl.) H.J.Lam
- Manilkara fouilloyana Aubrév. & Pellegr.
- Manilkara frondosa (Hiern) H.J.Lam
- Manilkara gonavensis (Urb. & Ekman) Gilly ex Cronquist
- Manilkara hexandra (Roxb.) Dubard — Манилкара шеститычинковая
- Manilkara hoshinoi (Kaneh.) P.Royen
- Manilkara huberi (Ducke) Standl. — Манилкара Хубера
- Manilkara ilendensis (Engl.) H.J.Lam
- Manilkara inundata (Ducke) Ducke
- Manilkara jaimiqui (C.Wright ex Griseb.) Dubard
- Manilkara kanosiensis H.J.Lam & B.Meeuse
- Manilkara kauki (L.) Dubard typus[7]
- Manilkara koechlinii Aubrév. & Pellegr.
- Manilkara kribensis (Engl.) H.J.Lam
- Manilkara kurziana H.J.Lam & B.Meeuse
- Manilkara le-testui Aubrév. & Pellegr.
- Manilkara letouzei Aubrév.
- Manilkara littoralis (Kurz) Dubard
- Manilkara longifolia (A.DC.) Dubard — Манилкара длиннолистная
- Manilkara longistyla (De Wild.) C.M.Evrard
- Manilkara lososiana Kenfack & Ewango
- Manilkara mabokeensis Aubrév.
- Manilkara maxima T.D.Penn. — Манилкара крупная
- Manilkara mayarensis (Ekman ex Urb.) Cronquist
- Manilkara microphylla Aubrév. & Pellegr.
- Manilkara mochisia (Baker) Dubard
- Manilkara multifida T.D.Penn.
- Manilkara napali P.Royen
- Manilkara nicholsonii A.E.van Wyk
- Manilkara obovata (Sabine & G.Don) J.H.Hemsl.
- Manilkara paraensis (Huber) Standl.
- Manilkara pellegriniana Tisser. & Sillans
- Manilkara perrieri Aubrév.
- Manilkara pleeana (Pierre ex Baill.) Cronquist
- Manilkara pobeguinii Pierre ex Dubard
- Manilkara pubicarpa Monach.
- Manilkara roxburghiana (Wight) Dubard
- Manilkara rufula (Miq.) H.J.Lam
- Manilkara sahafarensis Aubrév.
- Manilkara salzmannii (A.DC.) H.J.Lam
- Manilkara samoensis H.J.Lam & B.Meeuse
- Manilkara sansibarensis (Engl.) Dubard
- Manilkara sapota Van Royen
- Manilkara seretii (De Wild.) H.J.Lam
- Manilkara sideroxylon (Griseb.) Dubard
- Manilkara smithiana H.J.Lam & Maas Geest.
- Manilkara spectabilis (Pittier) Standl.
- Manilkara staminodella Gilly
- Manilkara suarezensis Aubrév.
- Manilkara subsericea (Mart.) Dubard
- Manilkara sulcata (Engl.) Dubard
- Manilkara sylvestris Aubrév. & Pellegr.
- Manilkara triflora (Allemão) Monach.
- Manilkara udoido Kaneh.
- Manilkara valenzuelana (A.Rich.) T.D.Penn.
- Manilkara vitiensis (H.J.Lam & Olden) B.Meeuse
- Manilkara zapota (L.) P.Royen — Саподилла
- Manilkara zenkeri Lecomte ex Aubrév. & Pellegr.